# フサイチペガサス
フサイチペガサス（Fusaichi Pegasus、1997年4月12日 - 2023年5月23日）は、アメリカ合衆国の競走馬・種牡馬。

## 概要

### 来歴
1998年アメリカケンタッキー州で行なわれた「キーンランド・ジュライセール」で関口房朗が400万ドル（当時のレートで約5億6000万円）で購入。400万ドルは同じ世代では世界一の高額取引であった。
アメリカの調教師ニール・ドライスデールの元で1999年12月11日ハリウッドパーク競馬場で行なわれたメイドン（未勝利戦）でデビュー。ビクター・エスピノーザ騎乗で2着に敗れる。翌2000年1月2日にサンタアニタ競馬場で行なわれたメイドンで初勝利（この時から引退レースまでケント・デザーモが騎乗）。
これを皮切りにアローワンス、G2サンフェリペステークスと連勝し、ケンタッキーダービーの前哨戦、アメリカ西海岸・アケダクト競馬場のウッドメモリアルステークスでも快勝。5月6日にチャーチルダウンズ競馬場で行なわれたケンタッキーダービーでは1番人気に支持され、2分1秒12のタイムで優勝した。1番人気馬の勝利は1979年のスペクタキュラービッド以来実に21年ぶりであり、また馬主の関口房朗はアジア人で初めてのケンタッキーダービー優勝馬オーナーとなった。続いてアメリカ三冠の二冠目・プリークネスステークスに出走、断然の1番人気に推されるもレッドブリット（ウッドメモリアルステークス2着馬）の2着に敗れる。この後は三冠最終戦・ベルモントステークスに向けて調整されたが、入厩していたベルモントパーク競馬場の馬房内で右前脚をぶつけて蹄を痛めるアクシデントを起こしたことから出走が見送られた。
6月末には同馬の引退後の種牡馬としての権利がアイルランドの一大牧場クールモアスタッドに世界史上最高額となる6000万-7000万ドル（約84億円）で売却されたことが発表された（それまでの最高額はシャリーフダンサーの4000万ドル）。その後は9月23日のG2ジェロームハンデキャップで復帰しこれを制したが、次走に予定したジョッキークラブゴールドカップを調教中の故障のため回避、ブリーダーズカップクラシックでは体調不良もあってかティズナウの6着と敗北。馬主の関口はこの後ジャパンカップへの出走に意欲を見せたものの、馬の体調が伴わず断念、引退となった。

### 戦績
| 出走日     | 競馬場             | 競走名               | 格 | 距離  | 着順 | 騎手           | 着差      | 1着（2着）馬      |
| ---------- | ------------------ | -------------------- | -- | ----- | ---- | -------------- | --------- | ----------------- |
| 1999.12.11 | ハリウッドパーク   | 未勝利               |    | D6.5f | 2着  | V.エスピノーザ | クビ      | David Copperfield |
| 2000.01.02 | サンタアニタ       | 未勝利               |    | D6.5f | 1着  | K.デザーモ     | 2馬身     | (Spicy Stuff)     |
| 2000.02.19 | サンタアニタ       | 一般競走             |    | D8.5f | 1着  | K.デザーモ     | 3 1/2馬身 | (Trubunal)        |
| 2000.03.19 | サンタアニタ       | サンフェリペS        | G2 | D8.5f | 1着  | K.デザーモ     | 3/4馬身   | (The Deputy)      |
| 2000.04.15 | アケダクト         | ウッドメモリアルS    | G2 | D9f   | 1着  | K.デザーモ     | 4 1/4馬身 | (Red Bullet)      |
| 2000.05.06 | チャーチルダウンズ | ケンタッキーダービー | G1 | D10f  | 1着  | K.デザーモ     | 1 1/2馬身 | (Aptitude)        |
| 2000.05.20 | ピムリコ           | プリークネスS        | G1 | D9.5f | 2着  | K.デザーモ     | 3 3/4馬身 | Red Bullet        |
| 2000.09.23 | ベルモントパーク   | ジェロームH          | G2 | D8f   | 1着  | K.デザーモ     | 3/4馬身   | (El Corredor)     |
| 2000.11.04 | チャーチルダウンズ | BCクラシック         | G1 | D10f  | 6着  | K.デザーモ     | 7 1/2馬身 | Tiznow            |

### 種牡馬入り後
引退後はクールモアがケンタッキー州に所有するアッシュフォードスタッドで供用され、シャトル種牡馬としてオーストラリアでも種付けを行っている。2004年に産駒がデビュー。初年度産駒から2005年のブルーグラスステークス (G1) 優勝馬バンディニ、同年のハスケル招待ハンデキャップ (G1) 優勝馬ローマンルーラーを輩出している。ローマンルーラーは種牡馬として2011年のベルモントステークスを優勝したルーラーオンアイスを出し、孫の代でクラシックホースが誕生した。
また関口房朗は2004年2月にフロリダ州カルダーで行なわれた2歳セールで父フサイチペガサス、母Hidden Stormの牡馬を450万ドル（2歳馬としては当時の世界レコード）で購入。同馬はフサイチサムライ (Fusaichi Samurai) と命名され、アメリカでデビューを果たしたものの、1勝するに止まった。
産駒は日本にも輸入されており、傾向としては、父と同じくダートを得意とする馬が多い。2006年4月23日に京都競馬場で行われたアンタレスステークスをフィフティーワナーが勝利し、日本国内における産駒の初重賞制覇を果たした。
2020年種付けシーズン後に種牡馬を引退。2023年5月23日、老衰とそれによる体調悪化のため安楽死処分となった。引退後にフサイチペガサスを繋養していたアシュフォード・スタッドのゼネラルマネージャーであるダーモット・ライアンは「『フー・ペグ』は素晴らしい競走馬であり、個性豊かな性格でした。アシュフォードでの繋養中、『フー・ペグ』を最大限にケアしてくれた（種牡馬マネージャーの）リチャード・バリー氏を含め、過去から今まで彼に関わってきたチーム全員に感謝したい」とコメントしている。

## エピソード
- ケンタッキーダービーで実況したアメリカ人アナウンサーがFusaichi PegasusのFuが発音しづらいため、実況前に「正しいフサイチの発音法」なる研修が急遽行われたが、本番でもうまく発音できず、やむなく「フ〜サ〜イ〜チ〜」と実況している。
- フサイチペガサスの黄金像は、関口の会社に展示されていたが、2006年に関口がノーザンホースパークに寄贈し、現在もノーザンホースパークで展示されている[5][6]。

## 主な産駒（主な勝鞍）
- 2002年産（初年度）
  - バンディニ / Bandini（ブルーグラスステークス、スキップアウェイハンデキャップ（英語版）[G3]）[7]
  - ローマンルーラー（英語版）（ハスケル招待ハンデキャップ、ベストパルステークス（英語版）[G2]、ノーフォークステークス[G2]、ドワイヤーステークス[G2]）
  - アンドロメダズヒーロー / Andromeda's Hero（フレッド・W・フーパーステークス（英語版）[G3]）
  - フィフティーワナー（アンタレスステークス［日GIII］）
- 2003年産
  - ハラダサン / Haradasun（ジョージライダーステークス、ドンカスターハンデキャップ、クイーンアンステークス）[8]
  - フローラルペガサス / Floral Pegasus（香港クラシックマイル、香港ダービートライアル[香G2]、チャイニーズクラブチャレンジカップ（英語版）[香G3]）[9]
  - レースフォーザスターズ / Race For The Stars（EBFフィリーズステークス［愛G3］）
- 2004年産
  - ジゾウ / Zizou（ブルーダイヤモンドステークス2着、ゴールデンスリッパーステークス2着）[10]

- 2005年産
  - キャッツウィスカー / Cats Whisker（レッツイロウプステークス（英語版）[豪G2]、ブレーザーローズオブキングストンステークス（英語版）[豪G2]、コックマンステークス（英語版）[豪G3]）[11]
- 2006年産
  - チャンプペガサス（英語版） / Champ Pegasus（クレメント・L・ハーシュメモリアルターフカップステークス、デルマーハンデキャップ（英語版）[G2]、サンルイスオビスポステークス（英語版）[G2]）[12]
  - フサイチセブン（ダイオライト記念［JpnII］）
  - プリティゴールド（エトワール賞［H3］2回）
- 2007年産
  - マイジェン（ギャラントブルームハンデキャップ[G2]）
- 2008年産
  - プレミアペガサス / Premier Pegasus（サンフェリペステークス[G2]、ハリウッドプレビューステークス（英語版）[G3]）[13]
- 2012年産
  - インターナショナルスター / International Star（リズンスターステークス（英語版）[G2]、ルイジアナダービー（英語版）[G2]、グレイステークス（英語版）[加G3]、ルコントステークス（英語版）[G3]）[14]
  - テーオーヘリオス（北海道スプリントカップ［JpnⅢ］）

### ブルードメアサイアーとして
- 2011年産
  - ウィーミスアート / We Miss Artie（ブリーダーズフューチュリティステークス）
  - ウインマーレライ（ラジオNIKKEI賞）
- 2014年産
  - マイブルーヘブン（新潟ジャンプステークス）
- 2016年産
  - ダイシンクローバー（京都ハイジャンプ）[15]
- 2017年産
  - ウインマリリン（香港ヴァーズ、フローラステークス、日経賞、オールカマー）
- 2018年産
  - ゼアゴーズハーバード / There Goes Harvard（ハリウッドゴールドカップステークス）
- 2019年産
  - プルパレイ（ファルコンステークス）[16]
- 2020年産
  - トロピカルスコール / Tropical Squall（フライトステークス、サラウンドステークス）

## 血統表
| フサイチペガサス (Fusaichi Pegasus)の血統 | フサイチペガサス (Fusaichi Pegasus)の血統                       | フサイチペガサス (Fusaichi Pegasus)の血統                       | （血統表の出典）                                                | （血統表の出典） |
| 父系                                      | ミスタープロスペクター系                                        | ミスタープロスペクター系                                        | ミスタープロスペクター系                                        | [ § 2 ]          |
| 父 Mr. Prospector 1970 鹿毛               | 父の父Raise a Native 1961 栗毛                                  | Native Dancer                                                   | Polynesian                                                      | Polynesian       |
| 父 Mr. Prospector 1970 鹿毛               | 父の父Raise a Native 1961 栗毛                                  | Native Dancer                                                   | Geisha                                                          |                  |
| 父 Mr. Prospector 1970 鹿毛               | 父の父Raise a Native 1961 栗毛                                  | Raise You                                                       | Case Ace                                                        | Case Ace         |
| 父 Mr. Prospector 1970 鹿毛               | 父の父Raise a Native 1961 栗毛                                  | Raise You                                                       | Lady Glory                                                      |                  |
| 父 Mr. Prospector 1970 鹿毛               | 父の母Gold Digger 1962 鹿毛                                     | Nashua                                                          | Nasrullah                                                       | Nasrullah        |
| 父 Mr. Prospector 1970 鹿毛               | 父の母Gold Digger 1962 鹿毛                                     | Nashua                                                          | Segula                                                          |                  |
| 父 Mr. Prospector 1970 鹿毛               | 父の母Gold Digger 1962 鹿毛                                     | Sequence                                                        | Count Fleet                                                     | Count Fleet      |
| 父 Mr. Prospector 1970 鹿毛               | 父の母Gold Digger 1962 鹿毛                                     | Sequence                                                        | Miss Dogwood                                                    |                  |
| 母 Angel Fever 1990 鹿毛                  | 母の父Danzig 1977 鹿毛                                          | Northern Dancer                                                 | Nearctic                                                        | Nearctic         |
| 母 Angel Fever 1990 鹿毛                  | 母の父Danzig 1977 鹿毛                                          | Northern Dancer                                                 | Natalma                                                         |                  |
| 母 Angel Fever 1990 鹿毛                  | 母の父Danzig 1977 鹿毛                                          | Pas de Nom                                                      | Admiral's Voyage                                                | Admiral's Voyage |
| 母 Angel Fever 1990 鹿毛                  | 母の父Danzig 1977 鹿毛                                          | Pas de Nom                                                      | Petitioner                                                      |                  |
| 母 Angel Fever 1990 鹿毛                  | 母の母Rowdy Angel 1979 鹿毛                                     | Halo                                                            | Hail to Reason                                                  | Hail to Reason   |
| 母 Angel Fever 1990 鹿毛                  | 母の母Rowdy Angel 1979 鹿毛                                     | Halo                                                            | Cosmah                                                          |                  |
| 母 Angel Fever 1990 鹿毛                  | 母の母Rowdy Angel 1979 鹿毛                                     | Ramhyde                                                         | Rambunctious                                                    | Rambunctious     |
| 母 Angel Fever 1990 鹿毛                  | 母の母Rowdy Angel 1979 鹿毛                                     | Ramhyde                                                         | Castle Hyde                                                     |                  |
| 母系(F-No.)                               | (FN:8-c)                                                        | (FN:8-c)                                                        | (FN:8-c)                                                        | [ § 3 ]          |
| 5代内の近親交配                           | Native Dancer 3×5=15.62%、Nearco 5x5=6.25%、Almahmoud 5x5=6.25% | Native Dancer 3×5=15.62%、Nearco 5x5=6.25%、Almahmoud 5x5=6.25% | Native Dancer 3×5=15.62%、Nearco 5x5=6.25%、Almahmoud 5x5=6.25% | [ § 4 ]          |
| 出典                                      | 1. 2. 3. 4.                                                     | 1. 2. 3. 4.                                                     | 1. 2. 3. 4.                                                     | 1. 2. 3. 4.      |

- 全妹Blessの仔にはフサイチギガダイヤがいる。母の全兄にはパインブラフ（プリークネスステークス優勝馬。産駒にセントウルステークスを制したテネシーガールなど）、半兄にはデーモンズビゴーン（アーカンソーダービー）がいる。
- 四代母Castle Hydeはアイスカペイドとラフィアンの叔母。